# The Building
"The Building" fue una sitcom emitida en 1993 en Estados Unidos. Ésta estuvo protagonizada y coproducida por la actriz Bonnie Hunt, que interpretaba el personaje principal, Bonnie Kennedy. Debido a la baja audiencia la serie fue cancelada luego de cinco episodios.

## Argumento
Una reportera se convence de que su vecino es un asesino luego de que el monitor de su bebé captara una interesante conversación.

## Elenco
| Actor/Actriz    | Personaje      |
| --------------- | -------------- |
| Bonnie Hunt     | Bonnie Kennedy |
| Andy Dick       | Joe            |
| Mike Hagerty    | Finley         |
| Richard Kuhlman | Tony           |
| Don Lake        | Brad           |
| Tom Virtue      | Stanley        |
| Holly Wortell   | Holly          |

## Episodios
- Piloto
- Damned If You Do
- The Waiting Game
- Father Knows Best
- Yakkity Yak Don't Talk